# Madredeus
Madredeus est un groupe portugais de musique, qui prend son origine dans le quartier localisé autour de l'église Madre de Deus, à l'est de l'Alfama de Lisbonne. Leur musique est un mélange de fado, de musique folk, classique et de musique populaire contemporaine (surtout brésilienne, notamment la bossa nova). D'après les propres mots de Pedro Ayres Magalhães : « le groupe a été créé pour mettre le portugais en musique, en ramenant la langue à son format musical, ceci par l'utilisation de nombreux substantifs et voyelles. Les chansons sont très courtes car à chaque mot correspond une certaine ambiance. C'est un monde de l'intuition. » (Les Açores de Madredeus).

## Historique
Les membres fondateurs du groupe sont Pedro Ayres Magalhães (guitare), Francisco Ribeiro (violoncelle), Rodrigo Leão (clavier), Gabriel Gomes (accordéon) et Teresa Salgueiro (chant). Magalhães et Leão ont créé le groupe en 1985, que Ribeiro et Gomes rejoignirent en 1986. Alors qu'ils recherchaient une chanteuse, ils découvrirent Teresa Salgueiro un soir dans un club de Lisbonne ; elle chantait des morceaux de fado lors d'une réunion informelle avec des amis. Leur musique plut à Teresa qui rejoignit le groupe.
Leur premier album, Os dias da MadreDeus, est sorti en 1987, et rencontra un très grand succès au Portugal. L'album Existir de 1990, emmené par le titre O Pastor, les fera connaître du public francophone. Après avoir réalisé la bande originale du film Lisbon Story en 1994 (à la demande de Wim Wenders) ils commencèrent à connaître la renommée internationale.
En 1995, deux musiciens rejoignirent également le groupe : Carlos Maria Trindade (qui remplaça Rodrigo Leão) et José Peixoto. En 1997, Francisco Ribeiro et Gabriel Gomes quittèrent le groupe, tandis que le style musical du groupe s'éloignait de plus en plus du fado de ses origines, notamment avec la sortie de l'album O paraíso. Le 28 novembre 2007, la chanteuse emblématique du groupe, Teresa Salgueiro, quitta Madredeus pour se consacrer entièrement à ses projets artistiques personnels. Son départ fut accompagné de ceux de Fernando Judice et de José Peixoto. Pedro Ayres Magalhães déclare à l'époque que l'avenir du groupe était incertain et que, à son avis, il serait plus difficile de penser à un retour sans la présence de Teresa Salgueiro, dont la voix est devenue emblématique pour Madredeus.
En 2008, le groupe sort un nouvel album, Metafonia. Après le départ des trois membres du groupe, Pedro Ayres Magalhães et Carlos Maria Trindade, ont décidé de ne pas remplacer ces musiciens, mais de créer un nouvel ensemble qu'ils ont appelé « A Banda cósmica », formé par les chanteurs Rita Damasio et Mariana, Ana Isabel Dias à la harpe, Rebordão Ruca aux percussions, Sérgio Zurawski à la guitare électrique, Gustavo Roriz à la basse et contrebasse, Babi Bergamini à la batterie, et Jorge Varrecoso comme violoniste invité. Ce dernier fut ensuite remplacé par Antonio Barbosa, qui fait partie du groupe actuel. Le groupe a sorti son deuxième album en 2009, A nova aurora, en gardant la même formation, puis Castelos na areia en 2010. La même année le groupe annonce la fin du cycle de Madredeus & Banda cósmica.
À la fin de 2011, Pedro Ayres Magalhães annonce une nouvelle vie pour Madredeus. La nouvelle formation conserve Pedro Ayres Magalhães (guitare classique) et Carlos Maria Trindade (synthétiseurs), rejoints par Jorge Varrecoso (violon), António Figueiredo (violon), Luís Clode (violoncelle) et Beatriz Nunes (voix). Le 2 avril 2012, le groupe publie Essência pour le 25e anniversaire de la carrière du groupe avec de nouveaux arrangements classiques.

## Discographie
- 1987 : Os dias da MadreDeus
- 1990 : Existir

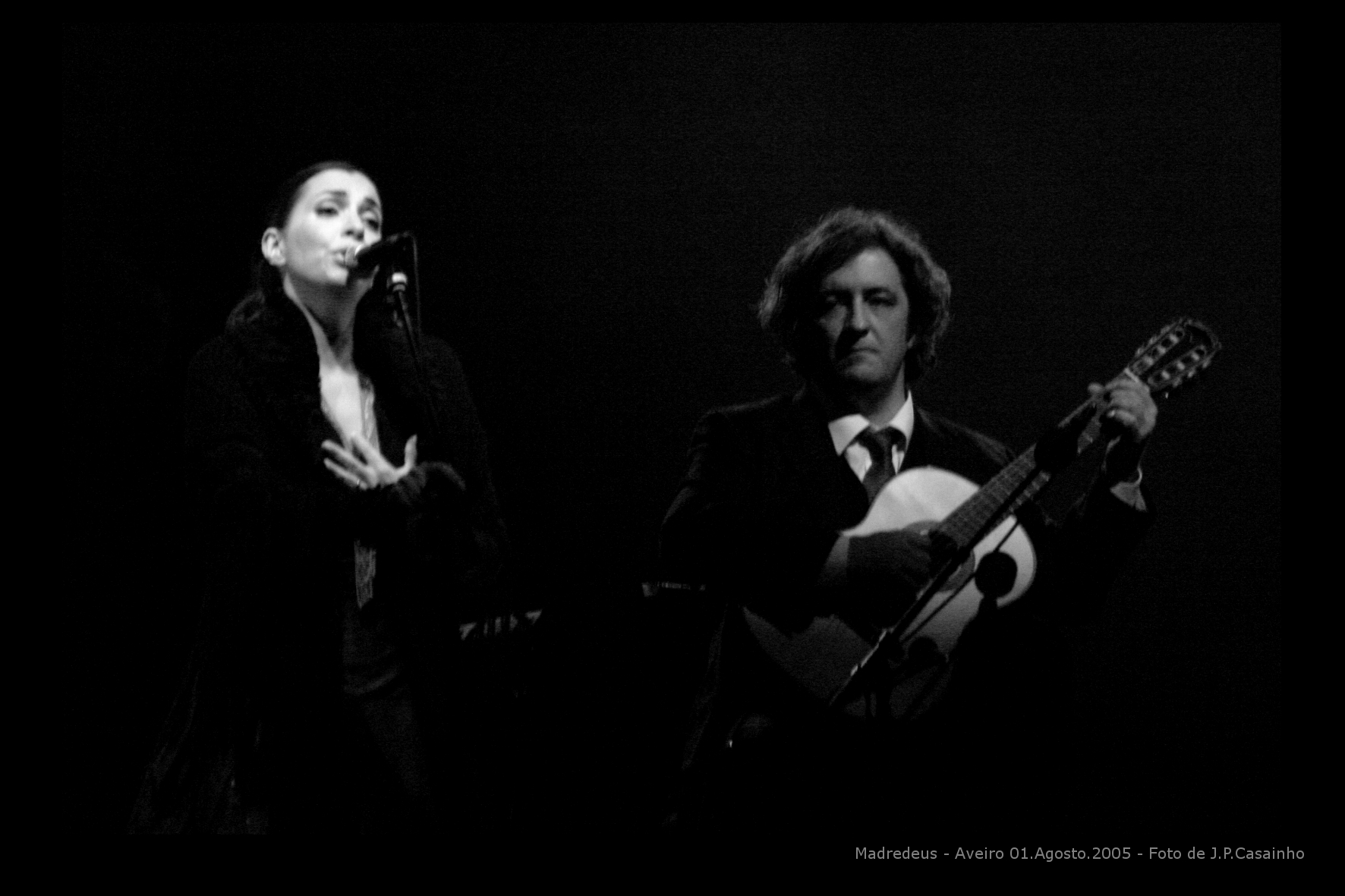
Concert de Madredeus, le 1 août 2005, à Aveiro (Portugal)

- 1992 : Lisboa, album en public à Lisbonne
- 1994 : O espirito da paz
- 1995 : Ainda, bande originale de Lisbon Story
- 1997 : O paraíso
- 1998 : O Porto, album en public à Porto
- 2000 : Antologia, compilation
- 2001 : Movimento
- 2001 : Palavras cantadas, compilation
- 2002 : Euforia
- 2004 : Um amor infinito
- 2005 : Faluas do Tejo
- 2008 : Metafonia (avec A banda cósmica)
- 2009 : A nova aurora (avec A banda cósmica)
- 2010 : Castelos na areia (avec A banda cósmica)
- 2012 : Essência
- 2015 : Capricho sentimental

## Films
- Lisbon Story (1995) de Wim Wenders
- Les Açores de Madredeus (1995) de Rob Rombout